# Lavrenov Point
Lavrenov Point är en udde i Antarktis. Den ligger i Sydshetlandsöarna. Argentina, Chile och Storbritannien gör anspråk på området.
Terrängen inåt land är platt åt sydväst, men åt sydost är den kuperad. Havet är nära Lavrenov Point norrut. Trakten är glest befolkad. Närmaste befolkade plats är Maldonado Station, 15,2 kilometer sydväst om Lavrenov Point. 